# Pindon
Pindon ist eine chemische Verbindung und wird zur Bekämpfung von Ratten oder anderen Nagetieren eingesetzt. Es zählt zur Gruppe der Indan-Derivate.

## Verwendung
Pindon wird – wie andere Indanderivate zum Beispiel Chlorphacinon – zum Bekämpfen von Wühlmäusen oder zur Tötung von Kaninchen in Gartenbereichen eingesetzt.

## Wirkung
Pindon wirkt als Gerinnungshemmer bei Ratten und verursacht innere Verblutungen. Tödlich sind erst große Dosen, wobei die tödliche Wirkung fatale folgen haben kann, die zum Tod führen. Bei den pharmakologischen Wirkungen wurde bereits festgestellt, dass Pindon dem Cumarin-Derivat Warfarin ähnlich ist, obwohl Pindon eher der Indantyp ist. Es wird aber hauptsächlich zur Behandlung von Kaninchen eingesetzt.

## Toxikologie und Gegengift
Große orale Dosen verursachen beim Menschen starke innere Blutungen, die fatale Folgen haben. Die letale Dosis bei Ratten liegt bei 280 mg/kg Körpergewicht. Typische Vergiftungssymptome sind: starke Bauchschmerzen, Kopfschmerzen, öfter blutiger Durchfall, öfter Blut-Reiz-Husten, Krämpfe, Knochenbruch, innere Verblutungen, natürliches Erstickungsgefühle und Atemnot, die regelrecht eintreten. Der Mensch stirbt hauptsächlich an inneren Verblutungen und tödlichem Nierenversagen. Als Gegengift wird bereits Vitamin K bei Pindonvergiftungen eingesetzt.

## Zulassung
Pindon war von 1971 bis 1986 in der BRD zugelassen. Heute ist es in der Europäischen Union und in der Schweiz nicht als Pflanzenschutzwirkstoff zugelassen.